# Embong Kaliasin
Embong Kaliasin is een bestuurslaag in het regentschap Soerabaja van de provincie Oost-Java, Indonesië. Embong Kaliasin telt 10.218 inwoners (volkstelling 2010).